# Pseudeos fuscata
Il lori fosco (Pseudeos fuscata Blyth, 1858) è un uccello della famiglia degli Psittaculidi..

## Descrizione
Ha colorazione base nero-bruno-olivacea, con vertice del petto giallastro, addome giallo-arancio, con tonalità variabili da soggetto a soggetto, cosce arancio, sottocoda blu, groppone giallastro più tendente al bianco nei maschi e all'argento nelle femmine (ma non è prova certa di dimorfismo sessuale). Le ali e la coda sono nero-bluastre con sfumature arancio-olivacee. Il becco è arancio carico, l'iride rossa e le zampe color antracite. La taglia si aggira attorno ai 25 cm.

## Distribuzione e habitat
È ampiamente presente in tutta la Nuova Guinea e sembra una specie in grado di sopportare il cambiamento di ambienti imposto dall'uomo con maggiore facilità di altre; socievole e tranquillo, frequenta senza paura giardini e aree abitate alla ricerca di fiori. In cattività è tra i lori più diffusi e dà ottimi risultati anche come riproduttore.

## Biologia
Abita sia le foreste primarie sia le savane, fino a quote attorno ai 2000 metri, ma è possibile che superi anche quote assai più elevate durante gli spostamenti tra una costa e l'altra delle isole dove vive. Estremamente gregario e chiassoso, forma bande anche numerosissime che si raccolgono su grandi alberi dormitorio per poi involarsi all'alba alla ricerca di fiori: quelli di una specie autoctona della Nuova Guinea del genere Pittosporum e di palma da cocco sono tra i suoi preferiti. Ottimo volatore, compie acrobazie notevoli; giocherellone e iperattivo, sottolinea ogni suo movimento con richiami ripetuti piuttosto forti. Nidifica tra novembre e aprile nelle zone montane, poi scende lungo le coste.